# Muhamad Kaironnisam Sahabudin Hussain
Muhamad Kaironnisam Sahabudin Hussain (ur. 10 maja 1979 w Alor Star) – piłkarz malezyjski grający na pozycji obrońcy.

## Kariera klubowa
Karierę piłkarską Sahabudin rozpoczął w klubie Perlis FA. W 2000 roku zadebiutował w jego barwach w pierwszej lidze malezyjskiej. Grał tam do sezonu 2005/2006. W 2005 roku wywalczył mistrzostwo Malezji, a także zdobył Tarczę Dobroczynności. Wcześniej w 2003 roku grał w finale Pucharu Malezyjskiej Federacji Piłkarskiej. W 2006 roku odszedł z Perlisu do UPB-MyTeam FC z miasta Petaling Jaya, z którym w 2007 roku awansował z Premier League do Super League. Na początku 2010 roku podpisał kontrakt z Feldą United. Grał też w Johor Darul Takzim.

## Kariera reprezentacyjna
W reprezentacji Malezji Sahabudin zadebiutował w 2002 roku. W 2007 roku został powołany do kadry na Puchar Azji 2007. Tam rozegrał 3 spotkania: z Chinami (1:5), z Uzbekistanem (0:5) i z Iranem (0:2).